# Châlons, Isère
Châlons là một xã thuộc tỉnh Isère, vùng Rhône-Alpes đông nam nước Pháp. Theo điều tra dân số năm 1999 của INSEE có dân số 164 người.